# Estádio de Japoma
O Estádio de Japoma (em francês: Stade de Japoma) é um estádio multiuso localizado em Japoma, distrito da cidade de Duala, em Camarões. Oficialmente inaugurado em 29 de dezembro de 2020, possui capacidade máxima para 50 000 espectadores, sendo o segundo maior do país em capacidade de público, somente atrás do Estádio de Olembé, localizado na capital Iaundé. O novo estádio foi, inclusive, uma das sedes oficiais do Campeonato das Nações Africanas de 2020 e também do Campeonato Africano das Nações de 2021. Sua capacidade máxima é de 50 000 espectadores.

## Infraestrutura
Possui uma ampla e moderna infraestrutura que conta com quadras de futebol, basquete, handebol, futsal, vôlei e tênis, piscina olímpica de 8 raias, centros de conferências, centros comerciais, hotel de luxo e estacionamento. O estádio também tem uma pista de atletismo.